# Храм Рождества Иоанна Предтечи (Орешек)
Храм Рождества Иоанна Предтечи — полуразрушенный православный храм в крепости Орешек на Ореховом острове Ладожского озера; административно относится к городу Шлиссельбургу Ленинградской области.
Возведён в 1826—1831 годы и до 1917 года был гарнизонным тюремным храмом крепости. Разрушен в ходе Великой Отечественной войны. С 2010 году храм является действующим и имеет настоятеля, который время от времени проводит в нём богослужения. Относится к Тихвинской епархии Русской православной церкви. Предпринимались попытки восстановить церковь, но они не увенчались успехом из-за противодействия музейных работников и чиновников.

## История
Первый храм был перестроен в 1702 году из деревянной лютеранской церкви. Первый каменный храм построен в 1776—1779 годы по проекту Александра Виста. В 1822 году был разобран и перестроен в стиле классицизм в 1826—1831 годы архитектором Александром Штаубертом.
Храм был закрыт в 1917 году. Сильно пострадал от бомбардировок во время Великой Отечественной войны, находится в руинированном состоянии. 9 мая 1985 года среди руин храма открыт мемориальный комплекс защитникам крепости.
12 октября 2010 года митрополит Санкт-Петербургский и Ладожский Владимир (Котляров) назначил игумена Евстафия (Жакова) настоятелем храма. 21 ноября 2010 года на руинах церкви под открытым небом была отслужена первая за 90 лет литургия. После этого начали проходить службы под открытым небом, однако чтобы пройти в храм верующие вынуждены покупать билеты в музейный комплекс.
Однако ожидаемое восстановление храма так и не началось, поскольку развалины в крепости Орешек под Санкт-Петербургом являются памятником культуры, и любые строительные работы на этой территории были запрещены. Молодые архитекторы предложили игумену Евстафию сделать стеклянный колпак над храмом, не нарушая при этом культурного слоя. Потом они решили футляр сделать частью храма. Предполагалось, что данный колпак мог бы одновременно защищать памятник архитектуры и стать полноценной работающей церковью. Но административные барьеры и несогласие представителей музейного комплекса помешали реализации этого проекта. В результате от проекта стеклянного «колпака» отказались. 20 июля 2014 года собор посетил епископ Мстислав (Дячина), который сказал «Справедливо было бы этот храм все-таки восстановить таким, каким он был. Не под куполом, не под стеклом».